# Ilse Lind
Ilse Lind, geborene Pichler (Pseudonym: Ilse von Tasso; * 1874; † 29. September 1955 in Wien) war eine österreichische Schauspielerin.

## Leben
Ilse Lind hatte ihr erstes Engagement 1908 am Wiener Raimundtheater. Im November 1908 spielte sie erstmals am Neuen Deutschen Theater in New York City, gemeinsam mit ihrem Ehemann Emil Lind (1872–1948). In New York, wo sie das Pseudonym Ilse van Tasso verwendete, trat sie mehrfach auf, kehrte dann aber nach Deutschland zurück und spielte um 1915 am Schauspielhaus Düsseldorf, wo ihr Mann als Spielleiter verpflichtet war. 1917 gingen beide nach Berlin, wo sie (nun als Ilse von Tasso) auch mehrfach im Film zu sehen war. 1933 emigrierte sie nach Wien.

## Filmografie
- 1913: Die Befreiung der Schweiz und die Sage vom Wilhelm Tell
- 1917: Die zweite Frau – Regie: Richard Oswald
- 1918: Dida Ibsens Geschichte
- 1919: Anders als die Andern
- 1920: Der Reigen
- 1920: Marionetten des Teufels – Regie: Johannes Brandt & Friedrich Fehér